# 多摩川

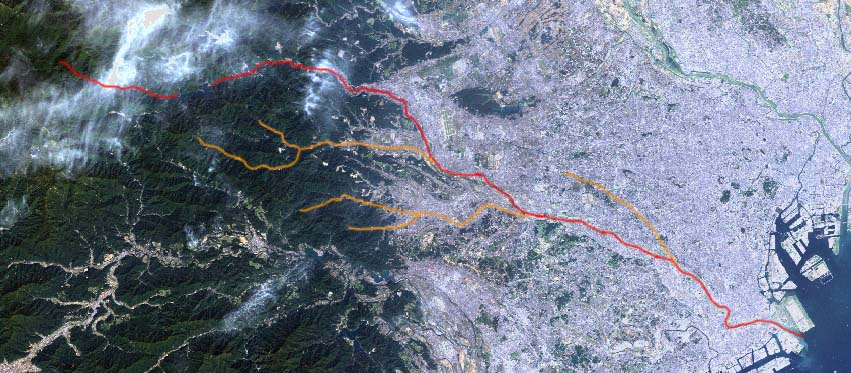
多摩川のランドサット衛星写真。赤が流路。左の空白部分は奥多摩湖。橙色は主な支流。左から秋川（上が北秋川、下が南秋川）、浅川（同じく北浅川、南浅川）、野川。

多摩川（たまがわ）は、山梨県笠取山から東京都・神奈川県を流れて東京湾につながる一級河川であり、全長138km、流域面積1,240km2。東京都と神奈川県の都県境を流れ、河口は東京都大田区羽田で東京湾へ注ぐ。

## 名称の由来

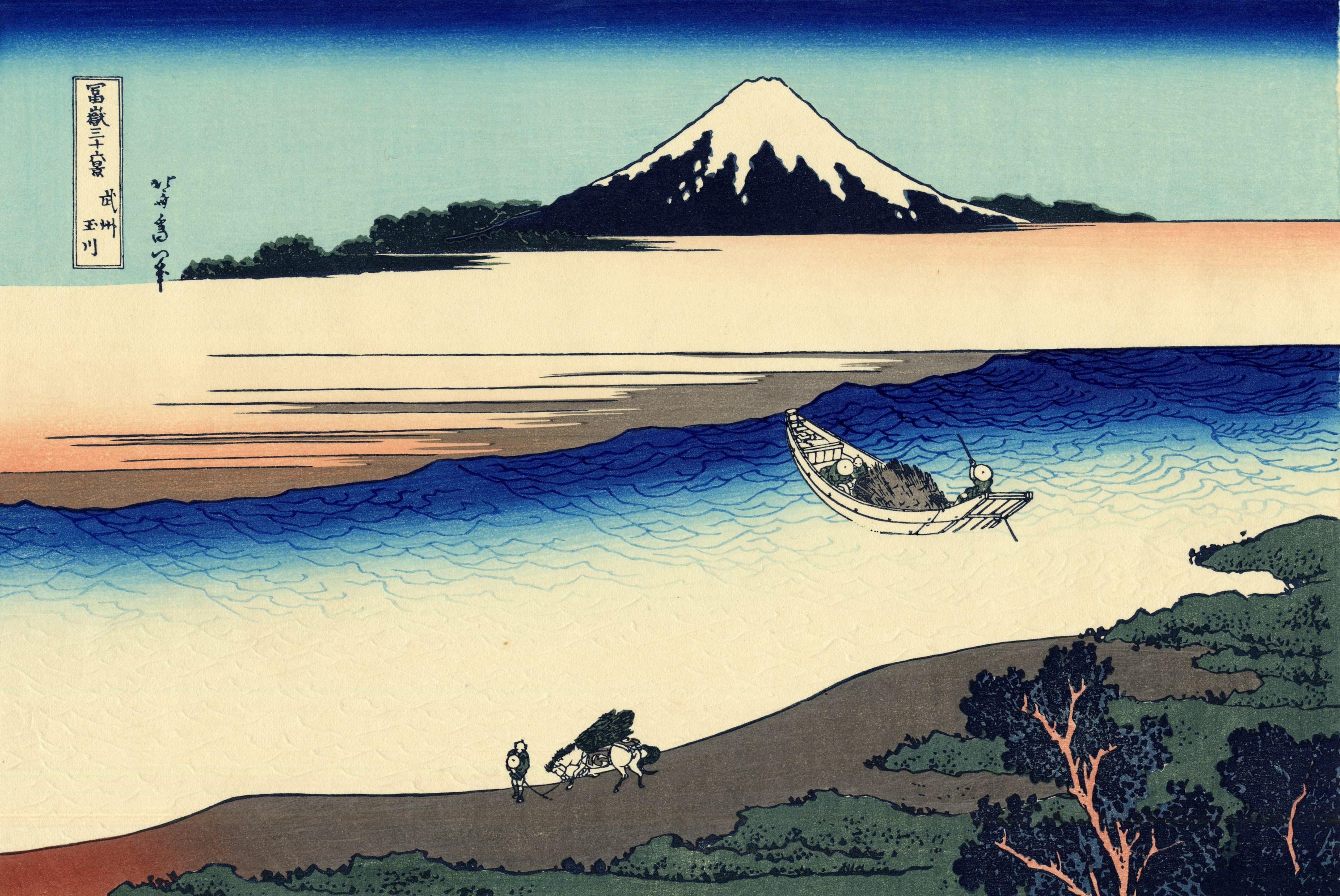
葛飾北斎『富嶽三十六景』より「武州玉川」

『万葉集』所載の東歌に「多麻河」が登場する。835年に朝廷が発した官符では、丸子の渡し近傍をもって「武蔵国石瀬河」と呼称されている。上流の「丹波川（たばがわ）」との近似はよく言われることである。江戸時代には同音の字を使って玉川（たまがわ）の名が使われることが多かった。そのため、現代でも玉川の名は、玉川上水や二子玉川駅といった施設名や地名などに多く残る。
名称の由来は諸説あるが「多摩郡」の名前はこの川から来たと見られる。
- 山梨県丹波山地域から起こったという説。その上流地において「丹波川」（たばがわ）が生まれ、人が上流部から中流部へ移動することと伴い、転訛して「たまがわ」となった[2]。「タバ」とはアルタイ語族の祖語で「峠」を指す言葉で[要出典]、多摩川の場合は丹波山峠を指すと言われる。また、中流部の人が「タバ」から流れてきたこの川を「タバ川」と呼ぶ可能性もあると見られる[3]。
- 「タマ」とは「霊魂」の事であり多摩川は「霊力をもつ川」「神聖なる川」。武蔵国の総社である大國魂神社の近くを流れ、禊のための聖水を提供していたことから名付けられたと言われる[4]。水神が取り憑く神聖な川から来た説もある[4]。また、昔にこの地に定住していた部族が国魂神を信仰していたため、神聖な地として「霊の郡」（たまのこおり）、神聖な川として「霊の川」と呼ぶようになったという説もある[5]。
- 「タマ」とは「玉石・美しいもの・優れているもの」を指す言葉で、この川の流れが「玉のように美しくきれい」であることから、「玉川」と名付けられた[6]。
- 「タマ」とは「渟り」（たまり）から一部が脱落した言葉である。水の欠乏に悩んだ古代人は多摩川の大きさに驚いて、「溜まれる水」と賛嘆したことに由来する[6]。
- 「タマ」とは「田間」、つまり「水田が広がっている所」のことで、「埼玉郡」「児玉郡」と同源である。ただし、この説では「多摩郡」の名前が先で、そこを流れる川として「多摩川」の名前が出たと見られる[7]。

## 地理

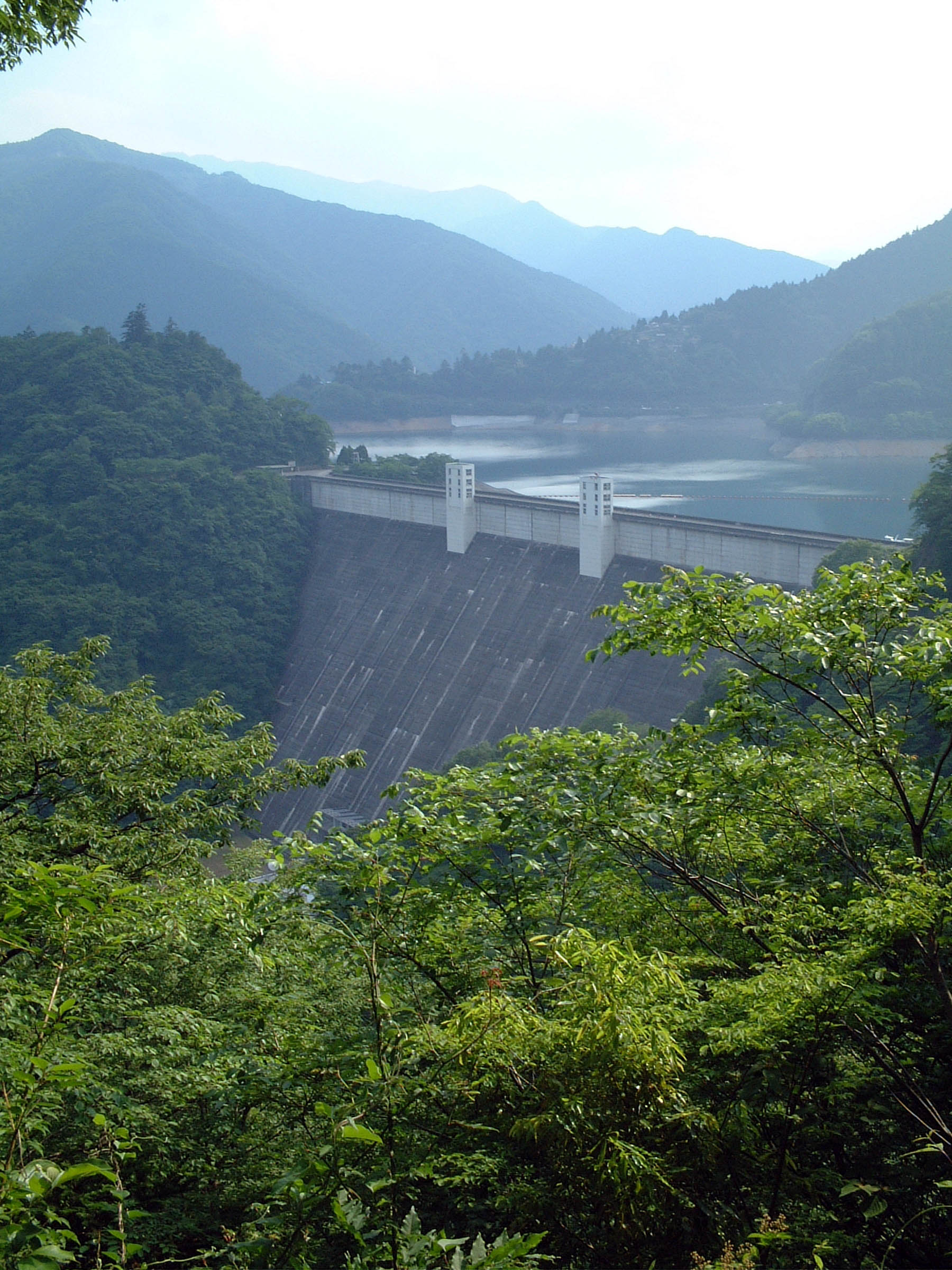
小河内ダム

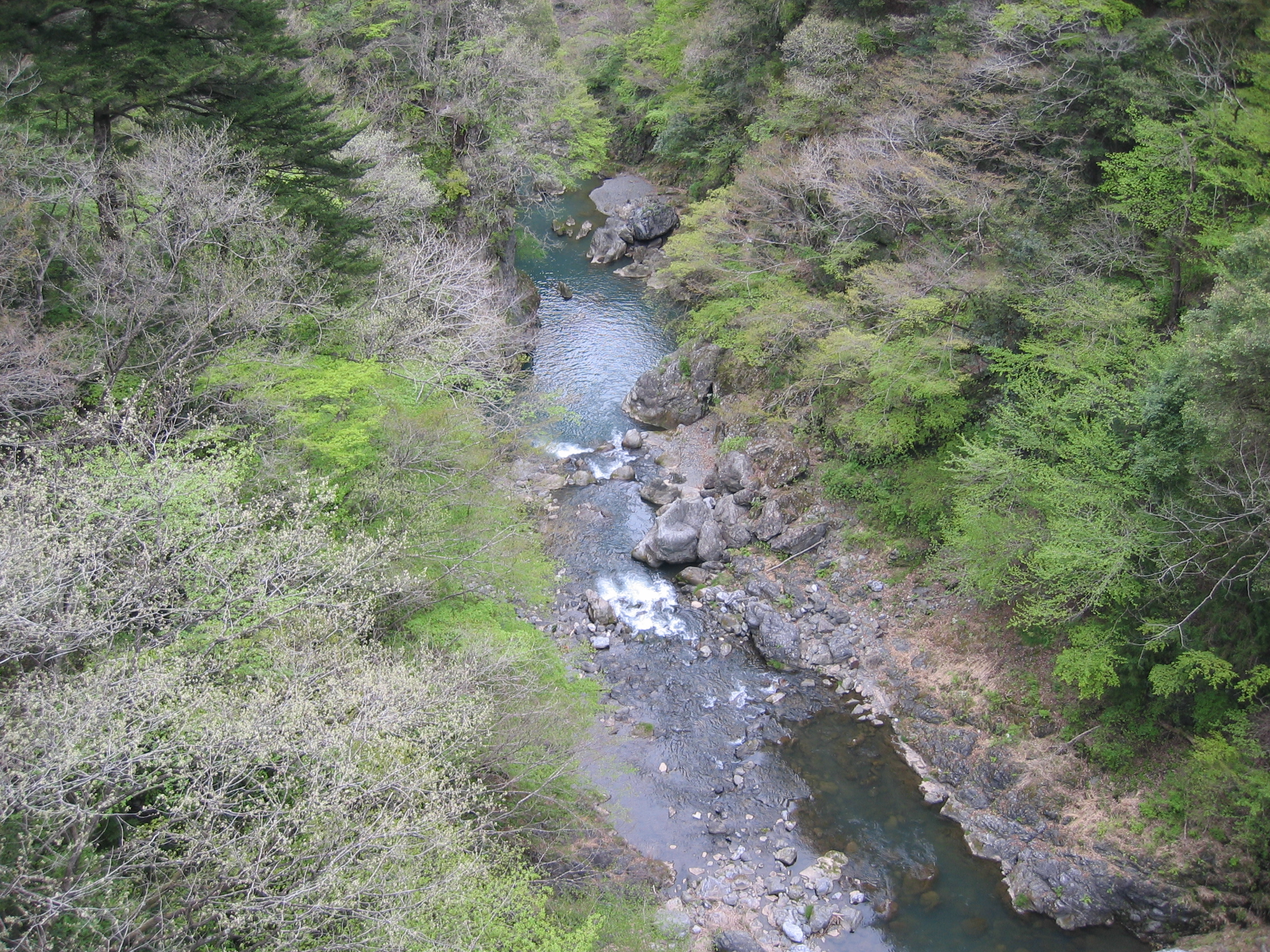
境橋から望む多摩川

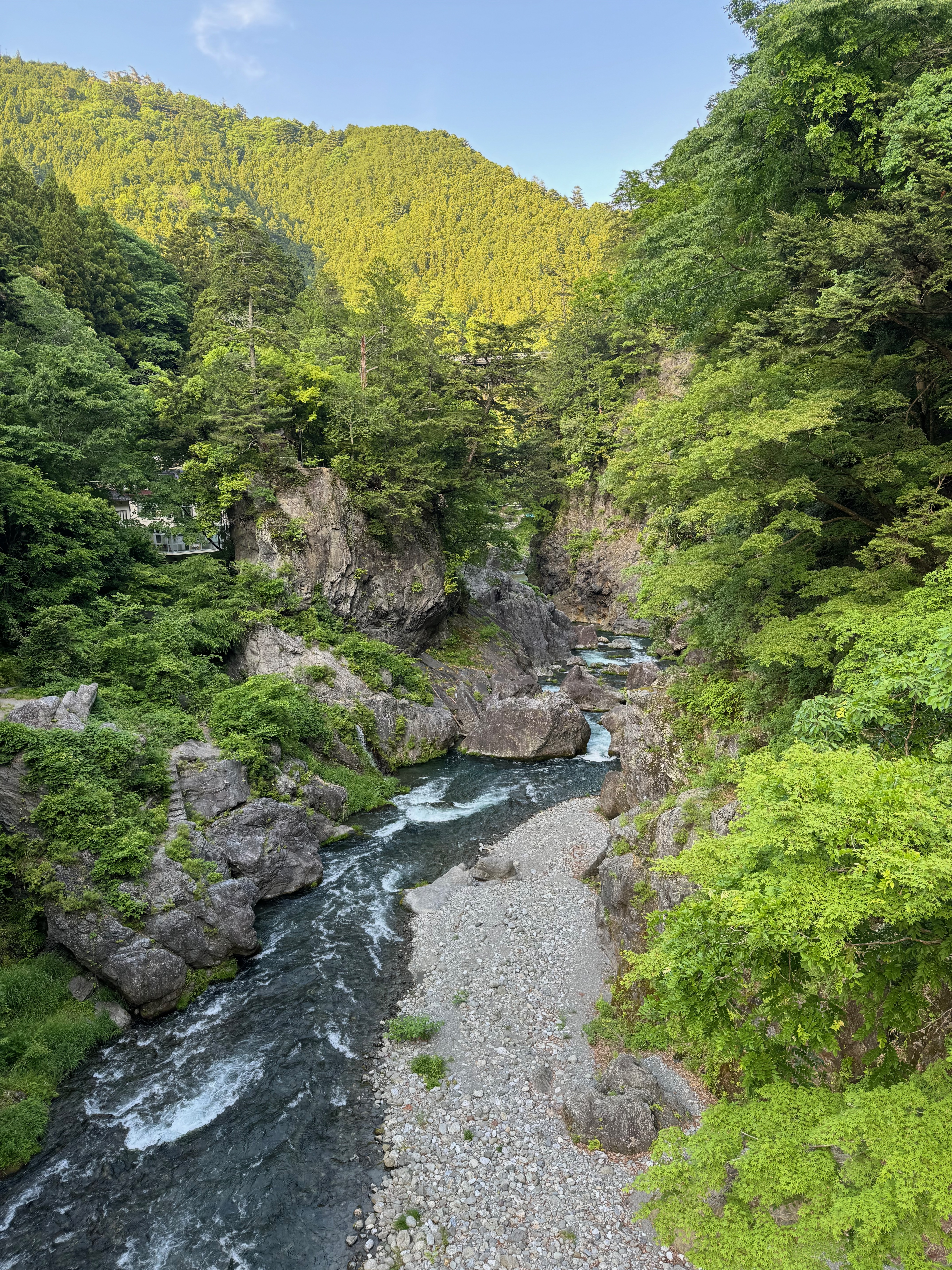
鳩ノ巣渓谷

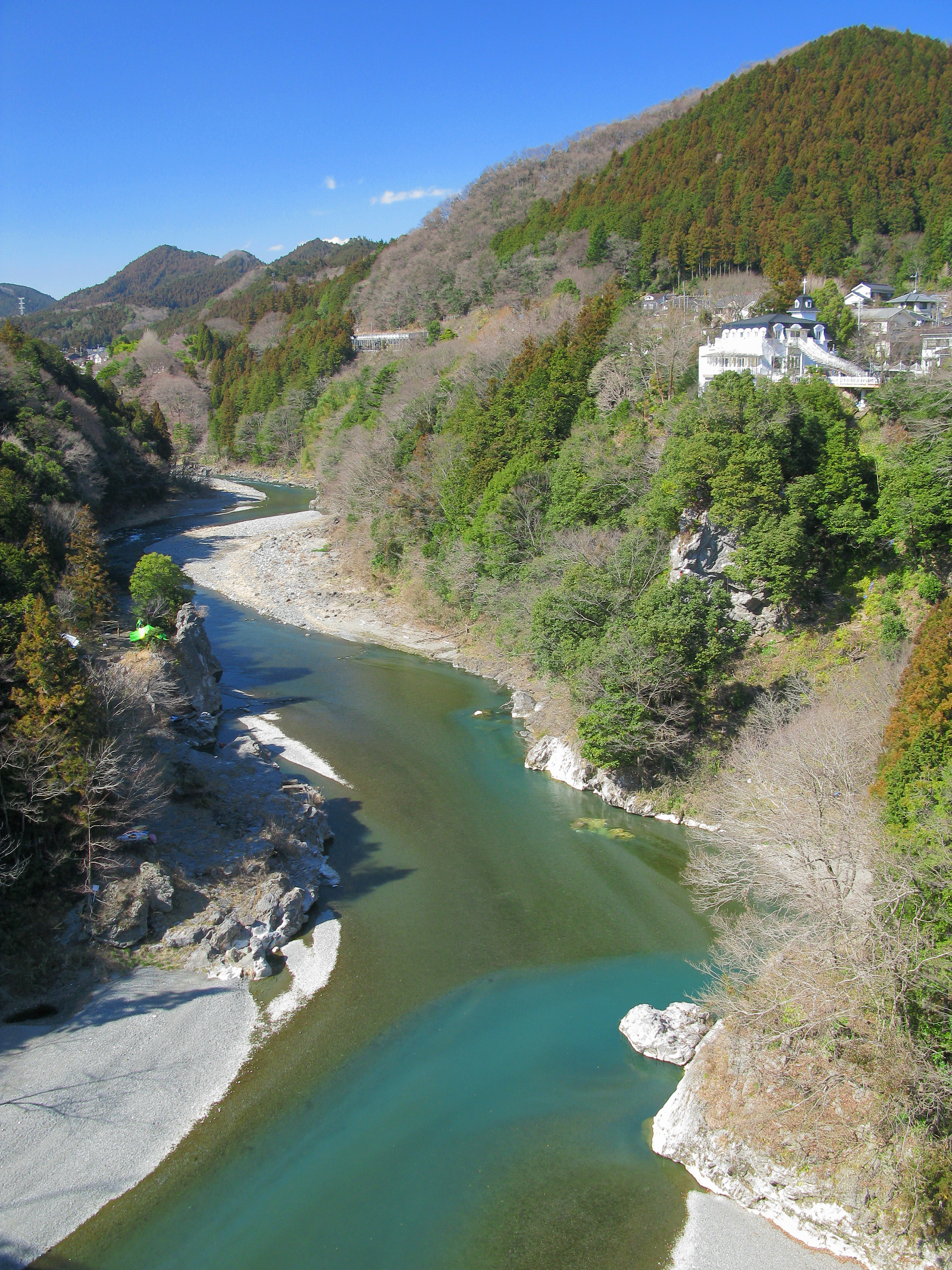
神代橋から望む多摩川

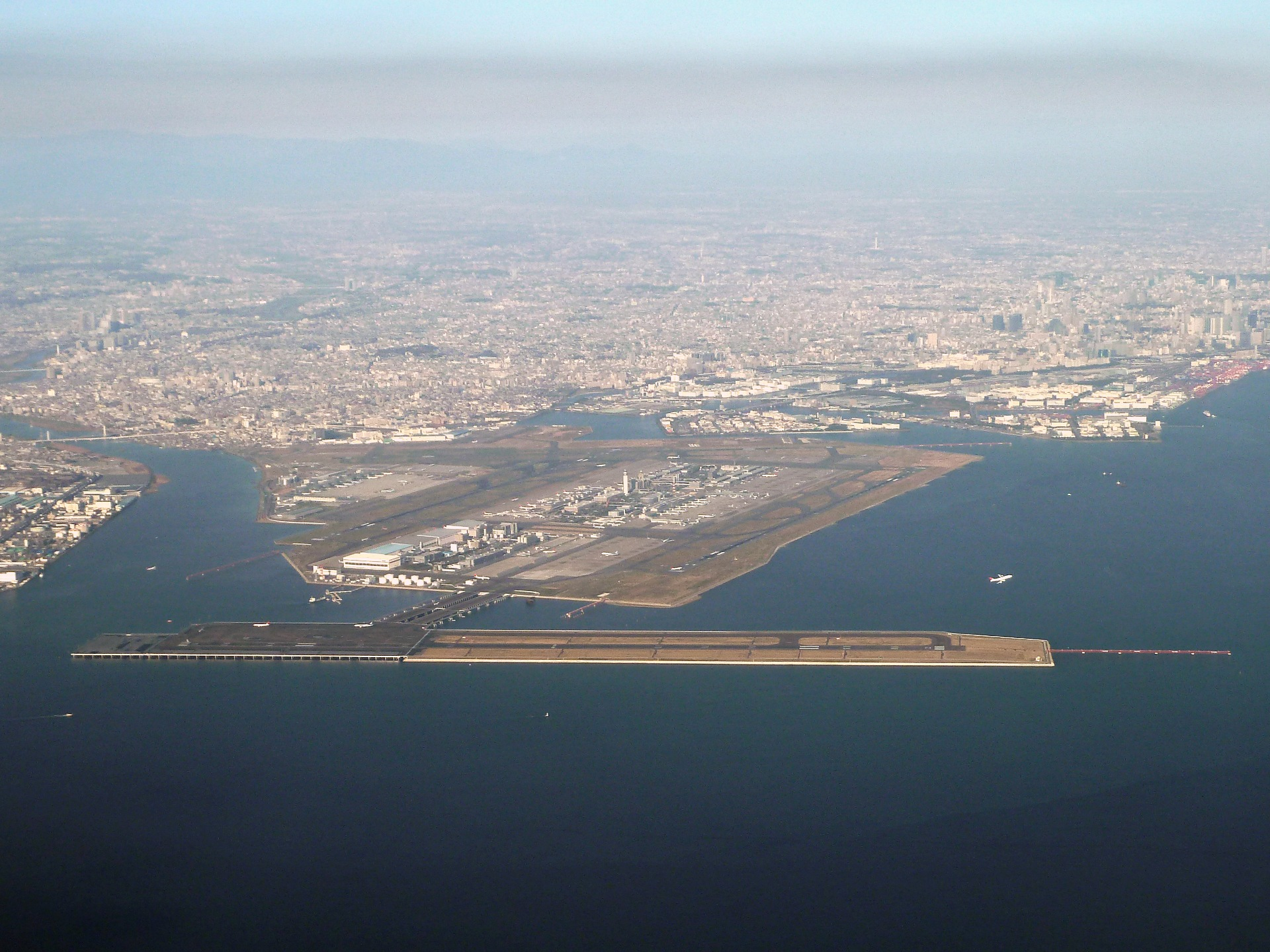
河口には東京国際空港がある。特にD滑走路は多摩川の流路の延長上にあるため流れを妨げない特殊な構造となっている。

### 源流と小河内ダム
山梨県・埼玉県の県境にある笠取山（かさとりやま）（標高1953m）山頂の南斜面下「水干」（みずひ）を源流として一之瀬川（いちのせがわ）が始まり南へ下り、西の柳沢峠から流れくる柳沢川との合流点からは丹波川（たばがわ）と呼ばれて東へ流れて、これが奥多摩湖（小河内ダムのダム湖）に注ぐ。

### 上流
多摩川と呼ばれているのは奥多摩湖の湖水の出口である小河内ダムより下流からである。その後、東京都青梅までは山中を東へ流れる。この上流部は秩父多摩甲斐国立公園に含まれる。この区間に沿って東日本旅客鉄道（JR東日本）青梅線が走っている。
青梅線御嶽駅周辺は1985年（昭和60年）に御岳渓流として名水百選の一つに選定されていて、両岸には約4kmの遊歩道が整備されている。
東京都西多摩郡奥多摩町白丸には白丸ダムがある。

### 中流
青梅からは概ね南東に多摩丘陵と武蔵野台地の間を、瀬と淵を繰り返しながら流れ下っていく。左岸の武蔵野台地の河岸段丘は、かつての多摩川が造ったものである。段丘崖は下から立川崖線（府中崖線）、国分寺崖線と呼ばれ、立川崖線の下を多摩川低地、両崖線の間を立川面、最上段を武蔵野面と呼ぶ。東京都羽村市から玉川上水へと取水される羽村取水堰付近や国立市青柳付近での多摩川は武蔵野台地の低位面に直接ぶつかって流れている。また、多摩市の大栗川合流点から武蔵野貨物線鉄橋・南武線多摩川鉄橋の上流付近までは多摩丘陵に直接ぶつかっている。
東京都調布市、神奈川県川崎市多摩区からは東京都と神奈川県の都県境を流れ、両岸とも低地になる。川崎市多摩区から東京都日野市にかけては、多摩川が運んだ礫層が地表に近いため水はけが良く、栽培に適した梨が特産品になっている。特に川崎市多摩区と東京都稲城市が生産の中心となっていて多摩川梨として知られている。

### 下流
東京都大田区と川崎市川崎区との境で東京湾に注ぐ。河口の左岸に東京国際空港（羽田空港）がある。下流部のうち、六郷橋付近から下流については、六郷川（ろくごうがわ）とも呼ばれている。右岸の河口（水準拠標）は川崎区殿町の水位観測所にあり、「海から20K」といった標識の原点となっている。地形としてはさらに 3kmほど下った浮島町公園付近で京浜港に注いでいる。

### 分水界
多摩川水系の北側の分水界は秩父から奥多摩の山中では埼玉県との県境を、武蔵野台地では武蔵野面の南縁に近いところを走っており、玉川上水はほぼそれに沿う形で開削されている。源流から、下流のうち上流寄り（東京都三鷹市付近）までは荒川と分水界を接し、下流のうち河口寄り（東京都世田谷区付近より下流）では目黒川や呑川と分水界を接する。すなわち武蔵野台地の高位面である武蔵野面に降った雨は地表を流れる分については多摩川にはほとんど注ぐことがない。多摩川の名残川であろうと推定されている流路を伝って荒川水系に注いでいる。
一方、南側の分水界は関東山地から多摩丘陵の中を通っている。中流以降の多摩川の支流は、圧倒的に右岸に集中している。多摩川水系最大の流域面積を持つ秋川も、最も幹線流路延長の大きい浅川も右岸にある。これは関東平野が周辺部が隆起し、中央部が沈み込んでいることの影響である。南側の分水界は上流部では富士川や相模川と、中流以降では境川や鶴見川の分水界と接している。

### 崖線と湧水
崖線（多摩川中流域では「ハケ」あるいは「ママ」と呼んでいる）下では至るところから湧水が見られる。それらの湧水を集めているのが中流以降の左岸では最も大きい支流である野川である。JR中央線国分寺駅付近にあるいくつかの泉を源流としてほぼ国分寺崖線に沿って湧水を集めながら流れて行き、世田谷区玉川1丁目先で本流に合流している。立川崖線下でも同様に湧水を集めた流れがあるが、ここでの主役は府中用水をはじめとするいくつかの用水路である。

### 流域自治体
山梨県
甲州市、丹波山村、小菅村
東京都
奥多摩町○、青梅市○、瑞穂町、檜原村、日の出町、あきる野市○、羽村市○、福生市○、昭島市○、武蔵村山市、小平市、立川市○、国立市○、国分寺市、小金井市、八王子市○、日野市○、多摩市○、稲城市○、府中市○、武蔵野市、三鷹市、調布市○、狛江市○、世田谷区○、大田区○
神奈川県
川崎市○
※ ここでの流域の定義は広く、多摩川に湧水、或いは雨水が流れ込む地域という意味であり、ここに挙げた自治体の存する区域に多摩川本流が流れているとは限らない。多摩川本流が流れている自治体には○印を付けた。
東京都東大和市の村山貯水池、埼玉県所沢市・入間市の山口貯水池は、羽村取水堰ないし小作取水堰から多摩川の水を導水しているため多摩川水系となる。三市は荒川の流域で、両貯水池ともに荒川水系の河川にも接続されている。

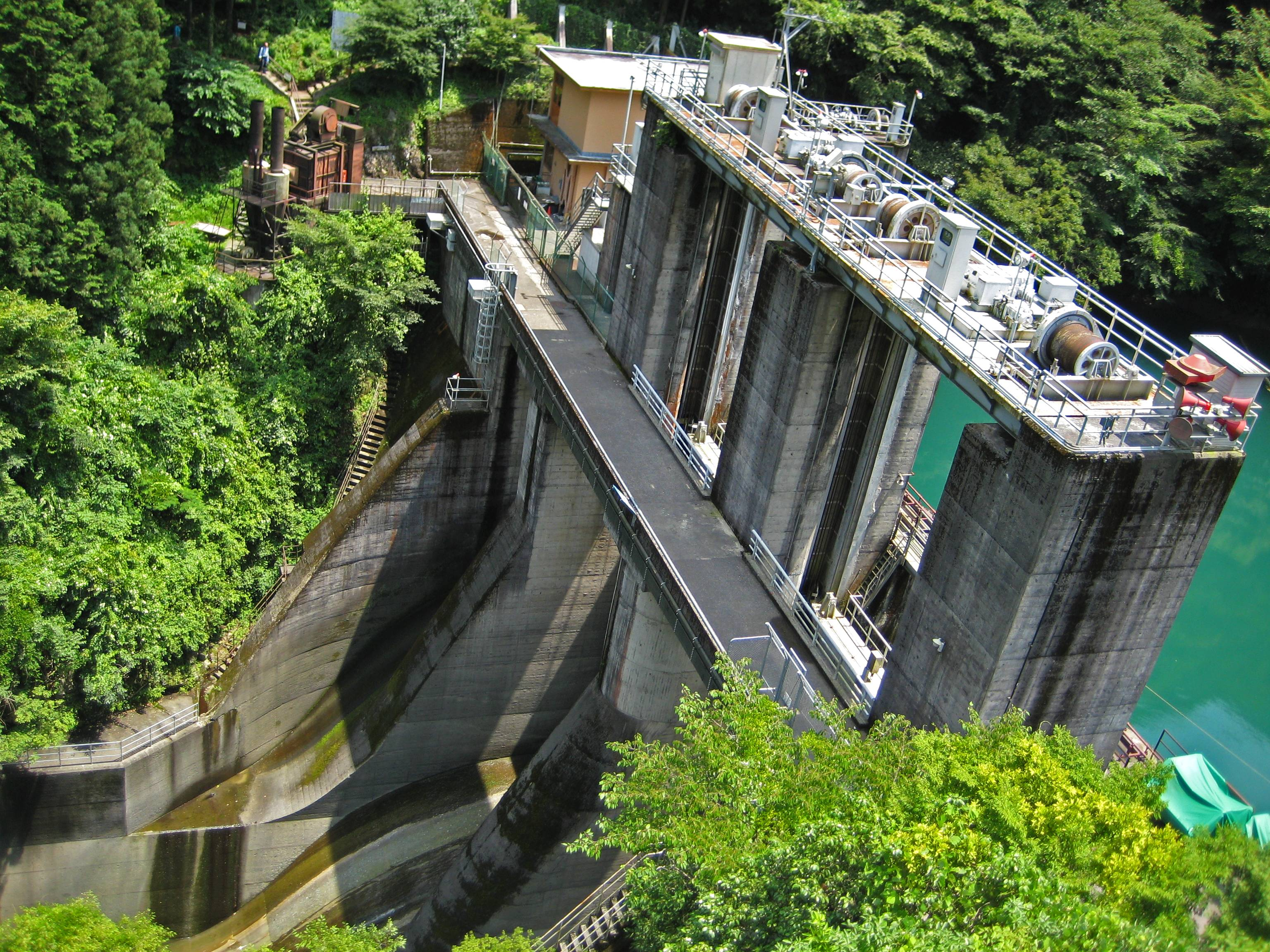
白丸ダム
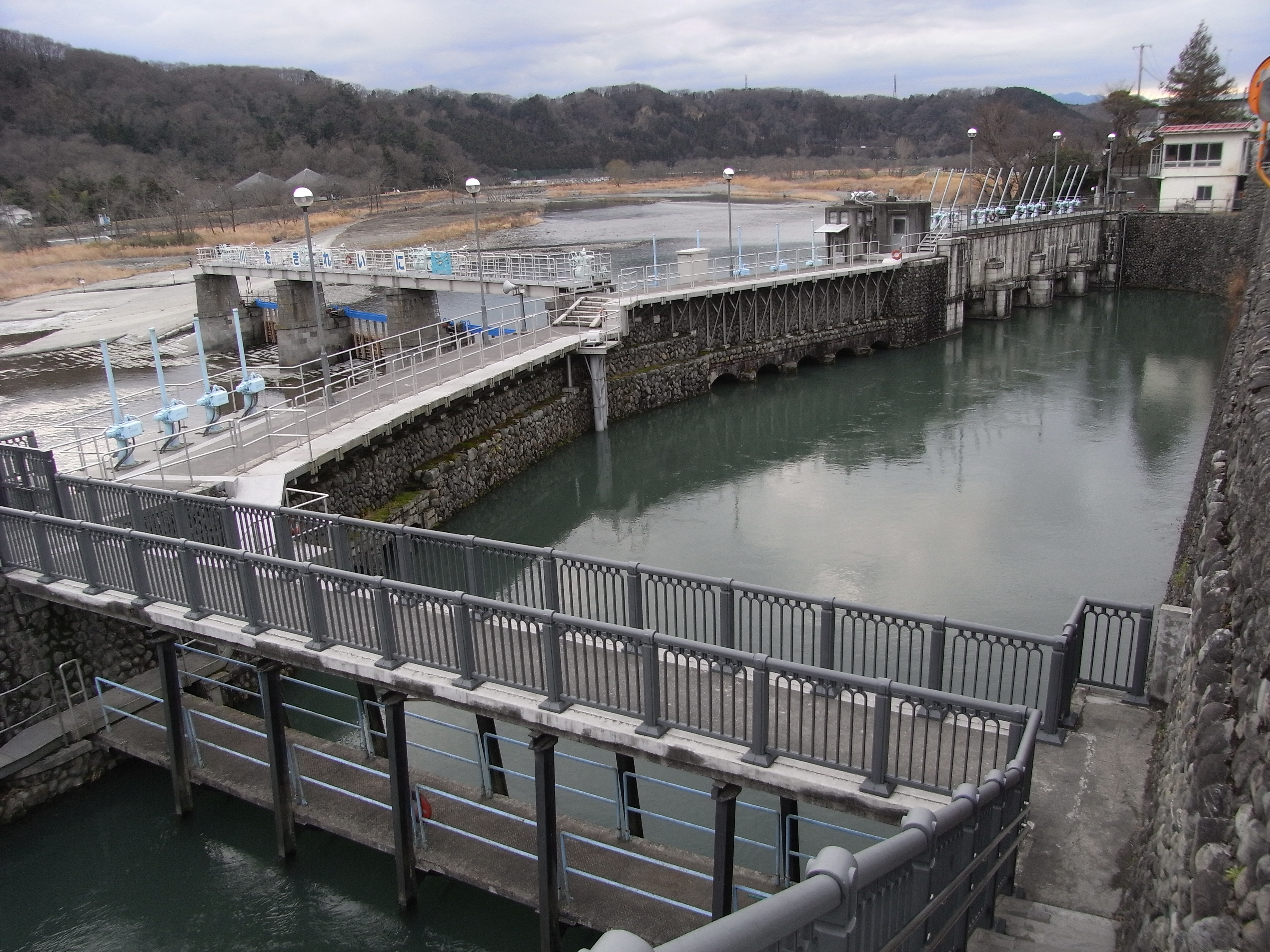
羽村取水堰
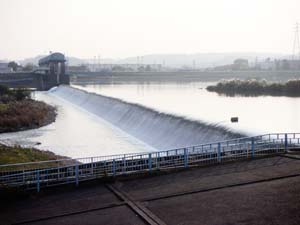
二ヶ領上河原堰堤

### 支流・分流・用水路・湖沼
※ 無印は合流する支流を、○印は湖沼を、→印は分流または用水路を表す。
（水干）
- ウタノ沢
- シラベ沢
- 黒エンジュ沢
- ムササビ沢
- 与平沢
- ヤブ沢
- 中島川
- 中川
- 柳沢川

（ここまで一之瀬川）
- 小室川
- マリコ川
- 後山川
- 小袖川

（ここまで丹波川）
- ○奥多摩湖
- 小菅川
- 峰谷川
- サイグチ沢
- 落沢

（ここまで奥多摩湖）
- 水根沢
- 栃寄沢
- 小中沢
- 大沢
- 日原川
- 海沢川
- ○白丸湖
- 西川
- 寸庭川
- 入川谷
- 大丹波川
- 大沢川
- 平溝川
- 石神川
- 吉野川
- 町屋川
- 馬引川
- 清見川
- 鳶巣川
- 大荷田川

- → 玉川上水
  - → 野火止用水
  - → 千川上水
- 平井川
  - 北大久野川
  - 玉の内川
- 秋川
  - 三内川
  - 刈寄川
  - 盆堀川
  - 養沢川
  - 北秋川
  - 神戸川
  - 南秋川
  - 小坂志川
- 谷地川
  - 谷萩川
  - 大谷川
- 残堀川
  - 狭山谷川
  - 夕日台川
  - 峰田川
  - 滝田川
  - 横丁川
  - 昭和用水
  - 昭和用水支流
  - 立川堀分水支流

- 根川
- 浅川（北浅川）
  - 城山川
  - 南浅川
  - 川口川
  - 湯殿川
- 程久保川
- 府中用水
- 大栗川
  - 乞田川
  - 大田川
- → 大丸用水
- 谷戸川
- → 二ヶ領用水
- 三沢川
- → (旧)六郷用水
  - → (旧)猪方用水
- → 二ヶ領用水（宿河原用水）
- 平瀬川
  - 山下川
  - 五反田川
  - 二ヶ領本川（新川）
- 野川
  - 逆川
  - 入間川
  - 清水川
  - 仙川
  - 谷川
- 谷沢川
- 丸子川
- → 海老取川

（東京湾）

### 橋梁
小河内ダムより下流
- 道所橋
- したくら橋
- 境橋（国道411号 青梅街道）
- 檜村橋（国道411号 青梅街道）
- 琴浦橋（国道411号 青梅街道）
- 笹平橋（国道411号 青梅街道）
- 愛宕大橋（東京都道184号奥多摩あきる野線）
- 弁天橋（国道411号 青梅街道）
- 南氷川橋（国道411号 青梅街道）
- 登計橋（人道橋）
- 昭和橋（東京都道184号奥多摩あきる野線）
- もえぎ橋
- 海沢橋
- 海沢大橋（東京都道184号奥多摩あきる野線）
- 数馬峡橋
- 鳩ノ巣小橋
- 雲仙橋
- 鳩ノ巣大橋
- 将門大橋（東京都道45号奥多摩青梅線）
- 寸庭橋
- 万世橋（東京都道45号奥多摩青梅線）
- 奥多摩大橋（東京都道45号奥多摩青梅線）
- 梅沢橋
- 神路橋
- 杣の小橋
- 御岳橋（東京都道201号十里木御嶽停車場線）
- 御岳小橋
- 鵜の瀬橋
- 楓橋
- 軍畑大橋（埼玉県道・東京都道193号下畑軍畑線）
- 奥多摩橋（東京都道200号柚木二俣尾線）
- 好文橋
- 神代橋（東京都道199号梅郷日向和田線）
- 和田橋（東京都道238号大久野青梅線）
- 万年橋（国道411号）（これより上流は東京都、下流は国土交通省が管理）
- 柳淵橋
- 鮎美橋
- 調布橋（東京都道31号青梅あきる野線 秋川街道）
- 下奥多摩橋（東京都道45号奥多摩青梅線 下奥多摩橋通）
- 圏央道多摩川橋（首都圏中央連絡自動車道）
- 友田水管橋
- 多摩川橋（東京都道249号福生青梅線 吉野街道）
- 管理橋
- 羽村堰下橋
- 羽村大橋（東京都道250号あきる野羽村線）
- 永田橋（東京都道165号伊奈福生線・東京都道29号立川青梅線）
- 多摩橋（東京都道7号杉並あきる野線 五日市街道）
- JR五日市線多摩川橋梁（JR五日市線）
- 睦橋（東京都道7号杉並あきる野線 睦橋通り）
- 拝島水道橋（多摩川横断水道橋）
- 拝島橋（国道16号 東京環状）
- JR八高線多摩川橋梁（JR八高線）
- 多摩大橋（東京都道59号八王子武蔵村山線）
- JR中央本線多摩川橋梁（JR中央本線）
- 立日橋（東京都道149号立川日野線／多摩都市モノレール）
- 日野橋（東京都道256号八王子国立線 （甲州街道）・神奈川県道・東京都道503号相模原立川線）
- 中央道多摩川橋（中央自動車道）
- 石田大橋（国道20号日野バイパス）
- 府中四谷橋（東京都道20号・神奈川県道525号府中相模原線バイパス）
- 京王多摩川橋梁（京王線）
- 新関戸橋・関戸橋（東京都道18号府中町田線 鎌倉街道／東京都道20号・神奈川県道525号府中相模原線）
- JR武蔵野線多摩川橋梁（JR武蔵野貨物線）
- JR南武線多摩川橋梁（JR南武線）
- 是政橋（神奈川県道・東京都道9号川崎府中線 府中街道）
- 稲城大橋（神奈川県道・東京都道9号川崎府中線）
- 多摩川原橋（東京都道・神奈川県道19号町田調布線 鶴川街道）
- 京王相模原線多摩川橋梁（京王相模原線）
- 多摩水道橋（東京都道・神奈川県道3号世田谷町田線 世田谷通／津久井道）
- 小田急小田原線多摩川橋梁（小田急小田原線）
- 東名多摩川橋（東名高速道路）
- 新二子橋（国道246号 厚木街道／大山街道）
- 二子橋（玉川通り／旧大山街道）
- 東急田園都市線二子橋梁（東急田園都市線）
- 多摩川橋（第三京浜道路）
- 等々力大橋 （東京都道放射第3号線（目黒通り）、川崎市道宮内新横浜線）- 建設中
- 東急東横線多摩川橋梁（東急東横線・東急目黒線・東急新横浜線）
- 丸子橋（東京都道・神奈川県道2号東京丸子横浜線 中原街道）
- JR東海道新幹線多摩川橋梁（JR東海道新幹線）
- JR品鶴線多摩川橋梁（JR東海道貨物線・横須賀線・湘南新宿ライン）
- ガス橋（東京都道・神奈川県道111号大田神奈川線 ガス橋通り）
- 多摩川大橋（国道1号 第二京浜国道）
- 多摩川専用橋：東京電力・NTT東日本共用の専用橋
- JR京浜東北線六郷川橋梁（JR京浜東北線）
- JR東海道本線六郷川橋梁（JR東海道本線）
- 京急本線六郷川橋梁（京浜急行電鉄京急本線）
- 六郷橋（国道15号 第一京浜）
- 大師橋（東京都道・神奈川県道6号東京大師横浜線 産業道路）
- 高速大師橋（首都高速1号羽田線・首都高速K1号横羽線）
- 多摩川スカイブリッジ

### 渡船
江戸時代には39箇所の渡しがあった。現在では全て廃止されている。
（上流）
- 沢井の渡し - 廃止年不詳[13]。
- 軍畑の渡し - 廃止年不詳[13]。
- 竹の下の渡し - 昭和14年（1939年）に廃止[13]。
- 大柳の渡し - 明治30年（1897年）、木製の万年橋架橋に伴い廃止[13]。
- 千ヶ瀬の渡し - 大正10年（1921年）、調布橋架橋に伴い廃止[13]。
- 河辺の渡し - 昭和8年（1933年）、下奥多摩橋架橋に伴い廃止[13]。
- 友田の渡し - 大正9年（1920年）、多摩川橋架橋に伴い廃止[13]。
- 福生の渡し - 昭和36年（1961年）、永田橋架橋（仮橋は昭和25年頃に架橋された）に伴い廃止[13]。
- 牛浜の渡し（石浜の渡し） - 1925年、500メートル上流に多摩橋が架橋され、さらに五日市鉄道が敷かれて廃止[13]。
- 熊川の渡し（小川の渡し） - 明治年間に伊那道である五日市街道の移転に伴い廃止[13]（後に睦橋架橋）。
- 滝の渡し - 廃止年不詳（都市化によるとされる）[13]。
- 拝島の渡し - 八王子との日光往還道だったが昭和24年（1949年）に拝島橋架橋に伴い廃止[13]。
- 大神の渡し（平の渡し） - 廃止年不詳（都市化によるとされる）[13]。
- 福島の渡し（築地の渡し） - 昭和15年（1940年）に廃止（都市化によるとされる）[13]。
- 柴崎の渡し - 古鎌倉道であったが、鎌倉幕府滅亡により廃止[13]。後世に立日橋が架橋。
- 日野の渡し - 甲州街道（下記の「万願寺の渡し」参照）。
- 万願寺の渡し - 甲州街道の古道であったが日野橋架橋により大正15年（1925年）、日野の渡しとともに廃止[13]。
- 石田の渡し - 甲州街道の古道であったが、江戸時代初期の慶安年間、街道移転により廃止[13]。
- 一の宮の渡し - 昭和10年（1935年）以降に廃止（都市化によるとされる）[13]。
- 関戸の渡し - 昭和12年（1937年）、鎌倉街道の関戸橋架橋に伴い廃止[13]。
- 是政の渡し - 昭和16年（1941年）、川崎街道の是政橋架橋に伴い廃止[13]。
- 常久河原の渡し - 廃止年不詳（作業渡しとして利用されていたが周辺架橋により廃止）[13]。
- 押立の渡し - 稲毛道（旧綱島街道）だったが周辺架橋により昭和17年（1942年）に廃止[13]。
- 上菅の渡し（矢野口の渡し） - 昭和10年（1935年）多摩川原橋架橋に伴い下菅の渡しと同時に廃止[13]
- 菅の渡し - 昭和48年（1973年）、京王相模原線開通に伴い廃止[13]。
- 下菅の渡し - 上菅の渡しと同時に廃止[13]。
- 中ノ島の渡し - 昭和10年頃に廃止。
- 登戸の渡し - 昭和28年頃に廃止（多摩水道橋架橋）。
- 宇奈根の渡し - 廃止年不詳。
- 二子の渡し - 大正14年（1925年）、大山街道の二子橋架橋に伴い廃止[13]。
- 諏訪の渡し - 廃止年不詳。
- 北見方の渡し - 廃止年不詳。
- 下野毛の渡し - 昭和30年頃に廃止。
- （東急ゴルフパークたまがわ渡船 - 下記参照）
- 宮内の渡し - 下記「丸子の渡し」参照。
- 丸子の渡し - 昭和10年（1935年）丸子橋架橋に伴い丸子の宮内の渡しと同時に廃止[13]。
- 中丸子の渡し - 大正15年頃に廃止。
- 平間の渡し - 昭和6年（1931年）、ガス橋架橋に伴い廃止[13]。
- 矢口の渡し - 昭和24年（1949年）、鎌倉街道の多摩川大橋架橋に伴い廃止[13]。
- 小向の渡し - 大正10年頃に廃止。
- 六郷の渡し - 明治6年（1873年）、東海道の左内橋（後の六郷橋）架橋に伴い廃止[13]。
- 大師の渡し - 昭和14年（1881年）、大師橋架橋に伴い廃止[13]。
- 羽田の渡し（六左衛門の渡し、六稲荷の渡し） - 大師の渡しと同時に廃止[13]。

（下流）
公共交通ではない渡船として、東急ゴルフパークたまがわ（川崎市高津区下野毛地先）においてゴルフ場利用者向けの渡船（クラブハウスが東京都側にあったため）が運航されていたが、2015年3月をもって廃止された。また地域おこしのために渡船を復活させようという取り組みが一部地域で検討されている。

## 利用

### 水資源など
飲用水として多摩川から取水が行われている。なお東京都の水源は80%が利根川水系及び荒川水系（荒川は武蔵水路によって利根川の水も導水されている）、17％が多摩川水系である。
1930年代までは調布浄水場付近で取水されてきたが、しばしば塩水（塩水くさび）が遡上して水道水が塩辛くなった。このため1934年（昭和9年）から1936年（昭和11年）にかけて丸子橋の上流部に塩水対策も兼ねた調布取水堰を建設している。水質の悪化により調布浄水場は1967年（昭和42年）に廃止となったが、その後も調布取水堰は塩水対策として残された。
かつては砂利採取が行われていた（後述）。「砂利鉄道#関東地方」も参照。
河原を無断占有して畑を作ったり、住居を設置したりする人もいる。

### 釣り・行楽
多摩川は水質汚濁が進む昭和中期までは漁業が盛んで、中流では鮎の鵜飼、下流ではシラウオ漁が行なわれた。「鮎漁」「生態系」も参照。現在は娯楽としての釣りが行なわれており、遊漁料は、多摩川漁業協同組合の収入源となっている。釣りと他のレジャーとの軋轢もありカヌーイストに暴言を吐いて石を投げつけるなどの行為も発生した。
上流ではラフティングなどが行なわれており、多摩川川下り事業者組合には18社が加盟している。
多摩川流域を利活用したエコミュージアムは「多摩川エコミュージアムプランの推進」で、平成18年度国土交通省手づくり郷土賞（地域活動部門）受賞。平成29年度には 同賞大賞受賞。
このほか河原に多摩川の水を利用した公園が設置されている。

## 歴史

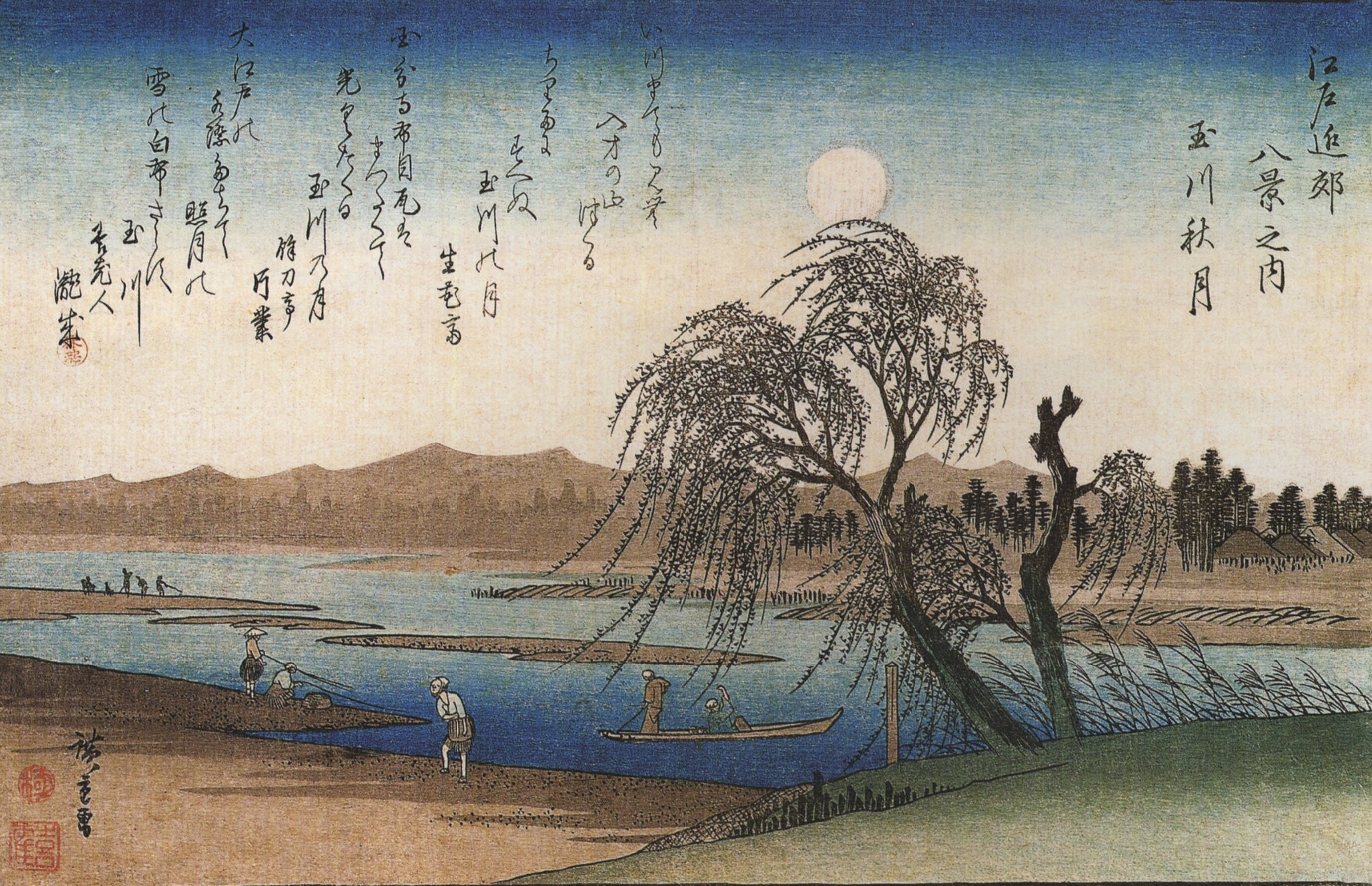
歌川広重『江戸近郊八景』より「玉川秋月」。現在の東京都調布市近辺から川崎市多摩区方面を望んだものであるという。

多摩川は中流以降、青梅を扇頂とする広大な扇状地を形成し、現在の武蔵野台地の基盤となった。また、その他にあった全ての丘陵（狭山丘陵を除く）を削り去り平坦な地を作った。
数万年前以降、武蔵野台地の隆起により多摩川中流はこの台地の南縁へ押しやられ、現在のように多摩丘陵の北縁を流れるようになった。
流域では旧石器時代以降の遺跡や古墳が見つかっており、沿川には早くから人が定住していた様子がうかがえる。

### 歌枕としての多摩川
古代には多摩川は「六玉川（むたまがわ）」の一つ、「調布の玉川」として知られ、多摩川にまつわる和歌が『万葉集』や勅撰和歌集に数多く収録された。

### 伝承・宗教
多摩川にまつわる民間伝承や宗教的な言説は少なくない。代表的なものとしては、日蓮宗系の宗教集団内において数多く描かれた日蓮の入滅図がある。日蓮は1282年9月に瀬谷で多摩川を渡り、現在の池上本門寺の場所にあった信徒の邸宅に入って翌月にそこで没している。その後、釈迦入滅図に見立てた日蓮入滅図が数多く描かれ、それらに多摩川が描かれることとなった。
また多摩川流域には、多摩川から引き上げられたとされる本尊や神体を祀った社寺が10以上も存在する。最も上流にあるのは東京都福生市の関上明神社で、次いで東京都調布市の深大寺、川崎市多摩区登戸の善立寺や長念寺、東京都世田谷区上野毛の六所神社、同瀬田の行善寺、大田区西六郷の安養寺、同東六郷の観乗寺などとなっている。こうした漂着神以外にも、東京都府中市にある大國魂神社の三の宮の御輿は、かつては是政で多摩川の水中に沈められる、いわゆる水中渡御が行われていた。
この他、矢口の渡しで謀殺されたとされる新田義興の御霊伝説も広く知られている。
1831年には宿河原村にあった松の枯れ木「綱下げ松」に霊験があるとの噂が立ち、江戸からの観光客が大挙して押し寄せ、騒ぎは翌年まで続いた。風紀紊乱を問題視した江戸幕府が徹底的にこれを取り締まり、1833年には「綱下げ松」も伐採されてこの騒ぎは収束した。

### 利水
戦国時代に豊臣秀吉の下で関東転封となった徳川家康は、多摩川下流の扇状地での水稲生産を拡大するため、1597年に用水奉行・小泉次大夫に命じて両岸の灌漑用水路の建設に着手。1611年に二ヶ領用水（右岸）と六郷用水（左岸）が完成した。その他にも、1604年頃より取水を始めたと推定されている大丸用水（右岸）や、1654年より取水を始めた玉川上水（左岸）などの用水路が相次いで整備され、それまで水利が芳しくなかった多摩川下流の低地・台地に豊富な農業用水をもたらし、米の生産量が増大、江戸の生活を支えた。

### 鮎漁
多摩川は元々水質が良く、清流を好む鮎（あゆ、アユ）が多く棲んでおり、江戸時代、多摩川では鮎漁が盛んであった。浮世絵にも鮎漁の様子が描かれている。多摩川のあゆは将軍家にも献上された。幕府に納められていた多摩川の鮎は「御用鮎」と呼ばれた。鵜を用いた鵜飼での鮎漁も行われ、鵜飼の鮎漁の写真も残っている。昭和初期まで鮎漁は盛んに行われており、年配の地元住民が記憶しているように、水揚げされた鮎は食用にされていた。
だが昭和期に多摩川周辺の人口が増え水質が悪化すると、鮎漁は一旦途絶えた。その後、水質改善のための努力が重ねられ水質が良くなり、鮎漁が復活した。最近、地元の漁師が多摩川のことや鮎漁のことを人々に知ってもらおうとの想いで鮎漁を復活させ、多摩川の鮎を出荷している。日本橋の老舗百貨店「三越」の食品売り場にも「江戸前のあゆ」として並んでいる。
江戸前すなわち東京湾から遡上する鮎を増やすため、多摩川上流に位置する東京都昭島市・日野市・あきる野市は2018年3月12日、「江戸前鮎を復活させる地域協議会」を発足させた。

### 砂利採掘
多摩川の川砂利採掘について触れた最も古い文献史料は江戸時代中期、宝暦3年（1753年）の日付がある、下丸子村の平川家文書である。これによると、下丸子村と上平間村に幕府から300坪分の砂利を納めるよう指示が下されたことがわかる。続いて宝暦5年には源右衛門なる人物が多摩川の砂利を採掘する許可を幕府に申請し、代官所が上平間村から諏訪河原村までの13ヶ村の役人を呼び出して、この採掘に問題が無いかどうか検討させたとの記事もある。宝暦8年には幕府は多摩川砂利を御運上場としている。これは民間の業者を請負人として幕府向けの砂利採掘をさせるもので、江戸松嶋町与兵衛、川崎町源右衛門といった名前が請負人として記録されている。こうした体制は文化2年まで続き、文化3年（1806年）より、八幡塚、下平間、小杉、上丸子、上平間、小向、下沼部、下丸子、矢口、古市場、高畑の9ヶ村が共同で幕府御用の砂利採掘を請け負うこととなった。こうした体制は幕末まで続いた。多摩川砂利の需要は武家が8割、町方が2割と見られており、幕末になって武家に倹約令が敷かれると、多摩川の砂利採掘業は経営が立ちゆかなくなった。
明治以降、建築物にコンクリートが使われるようになると、多摩川はその原材料の一つである砂利の産地として注目された。また鉄道の道床用や外航船のバラストとしても多摩川の砂利は多用された。砂利採掘が可能な場所は全国にあったが、需要が集中する首都圏に供給する上で、砂利の輸送コストが低く抑えられる多摩川に砂利採掘は集中していった。関東大震災後の建設ラッシュで砂利需要はピークに達し、大正時代が終わる頃には東海道線鉄橋より下流の砂利は採掘し尽くされていた。採掘場所は必然的に上流へのぼり、宮内、下野毛、北見方、諏訪河原、瀬田、二子はもとより、宇奈根、宿河原、登戸まで拡大した。
1922年（大正11年）の多摩川砂利の採掘量は115万トンで、翌年の全国の採掘量320万トンの3分の1を超えている。この数字は日本最大の砂利生産量で、1935年（大正14年）度には145万トンに増加した。過剰な砂利採掘により河床が低くなり、農業用水の取水が出来なくなったり、潮位によっては塩分を多く含む河口の水（塩水くさび）が遡行し、農業用水や水道原水に流入したりするといった被害が続出する環境問題に発展する。
また、河床低下により取水が困難となった用水路への対策として上河原や宿河原などに取水堰が築かれ、東京都の水道取水地があった調布（現在の田園調布）には塩分の逆流を防ぐための堰が築かれた。堰により水道・農業用水の取水は容易になったが、今度は多摩川名産の鮎の遡上を阻害することとなり、都市化が進む流域からの生活排水の垂れ流しによる水質汚染と相まって、多摩川での漁業と生態系は壊滅的な被害を受けることとなった。さらに、宿河原堰の構造上の問題により洪水時に堤防を破る被害（狛江水害）も発生するなど、新たな問題が顕在化する。そこで内務省は1934年2月に「多摩川砂利採取取締法」による取り締まりを実施し、1936年2月1日には二子橋より下流での砂利採掘が全面禁止されるに至った。
こうした環境保護のための規制が敷かれつつも、大きな利益を生む多摩川の砂利採掘業は止まるところを知らず、大小の採掘業者が乱立し、砂利採掘禁止区域内での盗掘が横行していた。採掘された砂利は当初は主に船舶で搬送していたものの、大型建設が相次ぐ大需要地・東京に運ぶための鉄軌道敷設が各地で計画され、玉川電気鉄道、南武鉄道、京王電気軌道、多摩鉄道、東京砂利鉄道などが競って砂利輸送を行った。このうち南武鉄道などは公然と違法採取を行っていたことが記録に残っている。
第二次世界大戦後も東京都の立川市や調布市のアメリカ軍基地建設、そして高度経済成長による首都圏各地の工事需要で多摩川の砂利採掘は続き、堤防の内外には違法に採取された砂利の採掘跡が塹壕のように点在していた。これらの採掘穴には雨が降ると水が溜まり、子供が溺れるなどの被害も出た。最終的に青梅市内の万年橋より下流での砂利が全面採掘禁止となり、翌年には多摩川全域で砂利採掘が禁止された。

### 水質汚染とその回復
沿川の急激な都市化に伴う生活排水の流入、および支流の水源となっている多摩丘陵や武蔵野台地での宅地開発に伴う森林破壊による水源枯渇が相まって、多摩川の水は著しく汚染された。
それまで飲み水を供給していた田園調布取水堰は、1970年に水質悪化で上水道に不適となった。1972年の11月1日と12月3日には、丸子橋から六郷橋にかけて魚が数百から数千匹が浮き上がる事象が発生。河川水からシアンが検出された。当時、多摩川周辺に9件のメッキ工場などがあり、立ち入り検査が行われたが流出させた工場は特定できなかった。最も汚れていたのはこの1970年前後で、その後は下水道整備と排水規制により、水質が徐々に改善していった。
1981年に読売新聞記者の馬場錬成の働きかけで、多摩川にサケを放流する計画が始まった。同年秋に「多摩川にサケを呼ぶ会」が結成され、1984年に最初のサケが遡上した。当時日本の各地で実施されたカムバック・サーモン運動の一つである。多摩川にサケを呼ぶ会は東京にサケを呼ぶ会、多摩川サケの会と改称し、2010年まで放流を続けた。
また宿河原堰などへの魚道設置といった工夫と相まって、再び鮎が遡上するようになっており、白鷺やコアジサシといった鳥類の採餌を支えるまでに回復してきている（「#生態系」を参照）。
現在では河川敷に親水施設などが設けられ、近隣住民の憩いの場として利用されるている。急激な水質汚染とその急回復を経験した多摩川は、環境保全に向けた更なる努力の必要性を象徴する場として、多くの市民活動の舞台ともなっている。

### 治水
多摩川は勾配が急な川で、先史時代から上記のような顕著な崖線を形成するほどの「あばれ川」である。先史時代の古墳や住居跡は氾濫原を避けた高台にあったが（例外として丸子には低地に古墳が築かれている）、集落は徐々に豊富な水を求めて川沿いに広がるとともに、常に洪水に悩まされるようになった。多摩川は土砂の流下と堆積が大きいため、氾濫の度に流路が変わった。多摩川には古来、畿内と東国を結ぶ街道がいくつも渡っていたが、当時中国より伝わった技術でも暴れ川である多摩川への架橋は難しく、舟を連ねた舟橋か、渡船に頼った。また氾濫によって流路が変わることで流域の村落を分断してしまうこともは度々であった。現在のような流路に近くなったのは1590年の大洪水によると言われている。現在も多摩川の両岸に残る押立、布田、宇奈根、瀬田、野毛、等々力、丸子といった地名は、かつて一つの集落で、主に川の南側は洪水による荒れ野になっていたところである。明治22年の市町村制施行時には、これらの集落は多摩川が分断したまま東京府荏原郡、または神奈川県北多摩郡に属して飛び地になり、その後に境界の変更が行われている。これらの町名の南側で弧を描く地割や道路は、かつての多摩川の南岸である。
江戸時代以降も大洪水は頻発した。戦国時代が終わって軍事的な懸念も少なくなり、最下流には1600年に東海道の架橋として六郷橋が架けられたが、頻繁に流されて財政を圧迫するために再建を断念。1688年から1874年までは他の街道同様に渡し舟となった。深刻だったのは上水の取水堰口の埋没や破壊である。江戸時代は流域も人口が急激に増え、特に武蔵野台地上は利水が難しく室町時代から多くの用水（玉川上水、昭和用水、府中用水、二ヶ領用水など）が引かれていたが、洪水によって絶たれると耕作や飲水にも難儀した。
築堤は古くから行われていたようである。多くは霞堤であり、大洪水ではあえなく決壊して土地は流作地となっていた。江戸時代からの慣例で流作地では諸役や税が賦課されなかったが、1873年の地租改正によりこれまで無税であった流作地にも課税されるようになり、村が自力で水害を乗り切ることができなくなってしまった。しかし大規模な治水が行われないまま明治後半から大正初期にかけて大水害が頻発し、特に1910年に関東一円を水浸しにした明治43年の大水害では、多摩川でも水害史上最悪と言われるほどの被害が出た。しかし被害を大きくした要因は、富国強兵政策下での治水事業費の圧迫、さらに橋脚の建設、砂利の採掘、河川敷を利用した果樹栽培、川岸への工場の進出などの無秩序な工業化・都市化だったとされている。
以降は築堤の早期実現を求める河岸住民の声が高まることになる。1914年9月16日未明、御幸村選出の橘樹郡会議員、秋元喜四郎は、御幸、日吉、住吉、町田の各村民の計数百名とともに、神奈川県庁に大挙して陳情に向かった。石原健三神奈川県知事との面会が許されたが、知事は大挙陳情の不穏当を説諭するのみで、築堤については「考究中」を繰り返した。当時は大挙しての陳情は取り締まりの対象となっており、全員がチョンボリガサ（編笠）をつけていたため、この行動は「アミガサ事件」として翌日の各新聞に大きく報道された。
着任早々の有吉忠一神奈川県知事は要望を受け入れ、工事は1916年2月から、上平間天神台から上丸子までの一帯で開始されたが、対岸の東京府側で反対運動が起こり、内務省の中止命令を受けた。有吉知事はこの命令を無視し工事を続行。同年6月16日には、内務省から神奈川県側の堤防を東京側より1メートル低く築造する命令が出されるなど対立が続いたが、やがて東京府との対立は妥協され、翌月10月に堤塘が完成した。この強行工事で有吉知事は河川法違反と内務省の命令違反でけん責処分を受けたが、住民は知事の尽力を称えて新堤塘を「有吉堤」と名付けた。現在のガス橋からバス通り沿いに、その名残が残されている。
1918年から内務省直轄の本格的な多摩川下流改修工事が始まる。途中、関東大震災により堤防に亀裂や陥没が入るなどの被害が出たが、遅延を含め15年の歳月をかけて1934年に竣工、河口から二子橋までが改修された。
その後、日野橋までの間の改修が進められて大規模な氾濫は少なくなるが、1974年には狛江水害が発生して大きく報道されテレビドラマ化（『岸辺のアルバム』）もされ、二ヶ領宿河原堰の北岸には「多摩川決壊の碑」が建てられている。
1990年からは、さらなる対策として、河口から日野橋までの区間をスーパー堤防（高規格堤防）とする整備事業が進められている。その後も集中豪雨や台風などにより河川敷が湛水して残された人が救助される光景を度々見ることがある。
2019年には令和元年東日本台風（台風19号）により増水し、堤防の決壊こそ起きなかったものの、流域の広範囲の地域が狛江水害以来45年ぶりとなる規模で浸水の被害を受けた。要因として世田谷区玉川に堤防未整備の区間が約540mあったほか、想定を超える雨量による本流の水位上昇で支流からの排水ができなくなる「背水」（バックウォーター）が起きた可能性が指摘されている。

## 生態系

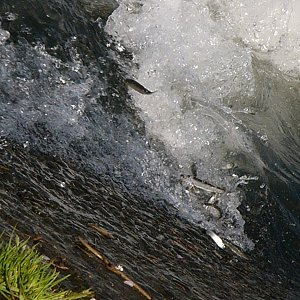
調布堰を遡るアユ（2004年4月）

多摩川では古くから内水面漁業が営まれており、多摩川の鮎は名産として江戸幕府にも上納されていた。1843年には御留川に指定され、鮎は将軍家専用で、献上する鮎は沿岸の農民が負担した。明治以降禁制が解かれると、二子や登戸が鮎の名所となった。二子の船宿「亀屋」は1875年から12回にわたって皇族の御休憩所になり、大正天皇や昭和天皇も皇太子時代に鮎漁に来た。
この鮎やマルタウグイなどは、中流域では掴み取りできるほど多かったとも伝えられている。多摩川の水底には砂利が多くコケが生育し、また伏流水が湧き上がる場所や浅瀬が点在していて産卵適地も多い。そのため左記の魚の生育に適した地形であると考えられている。
魚類のほか、その魚類を捕食する鳥類も多く生活していたとの記録がある。明治以前の文献には、多摩川流域にもトキ、コウノトリ、ツル類、ガンカモ、オオハクチョウなどが訪れていたとも記録されている。これらは河川のほか水田などを生活基盤としているものだが、他の地域がそうであったのと同様、狩猟や水田の減少などにより生活を維持できなくなっていったものと考えられる。
また昭和35年頃まではコアジサシの営巣地が中流域に 44ヶ所あったとの記録がある（多摩川の野鳥 p.123）が、後に壊滅する。ところが 2003年頃から再び繁殖に挑戦する番いが現れ始めた。コアジサシは水中に飛び込んで小魚類を捕らえる狩りの方法が特徴だが、その彼等を支えられるだけの魚類の生息ができるようになったことを示唆している。
中下流部では、かつてはオシドリやキジ、コハクチョウなども多く訪れていたが、今ではめっきり見られなくなった（キジについては旧多摩村の御鷹場があった昭和20年代に多数生息していたとの記録があり、一時期は人工繁殖により増加したとの記録もあるが、近年の特に中下流部ではあまり観察されなくなった）。
反面、都市部の環境にも適応したカルガモやメジロ、シジュウカラ、ハクセキレイなどが近年増加傾向にあり、カワセミも安定して観察される。また冬鳥ではユリカモメやオナガガモなども増加傾向にある。流域の宅地化に伴い、庭木や公園樹木などの都市環境にも適応した種は逞しく生活し、逆に警戒心の強く森で採食するキジや、水田などの沼地を好むオシドリなどが姿を消したものと考えられる。また多摩川に限らずハクチョウ類の越冬地は北上傾向にあり、これには地球温暖化などの影響が指摘されている。
一方、かつてカモ類が見られることは希であったと言われるが（多摩川の野鳥 p.125）、昭和44年には鳥獣保護区に指定され（秋川合流点など一部は特別保護地区）、その保護施策が奏功し、以降カモ類は増加傾向にある。
過去の文献はいずれも、かつて多摩川は多様な生物が生息する豊かな環境であり、さらに江戸時代初期からは周囲に水田が展開することにより形成された里山的環境に適合する生物が多く生息するようになり、その状況が昭和初期まで続いていたことを示唆している。
しかし、高度成長期に入ると流域の都市化が急速に進み、流域人口が急激に増加するも、それに見合った汚水処理等の対策が為されないまま排水が垂れ流されたこと、また周辺地域の水田や森林が都市へと変貌したことなどを受け、生息できる生物が激減、一時はほぼ壊滅するという危機的状況にまで陥った。汚染が著しく進んだ1980年代以降になると流域の都市部で下水道整備が進められるようになり、左岸東京都下流部では1990年代、中流部では1980年代、右岸川崎市北部では1990年代、源流部の丹波山・小菅村では1990年代に、ほぼ整備が完了した。これを受けて排水の流入が抑制され、水質が回復することにより鮎などの魚類が戻りつつあり、また鳥獣保護区指定や水源林保全などの施策により鳥類の生息も回復しつつある。

### 魚類・水棲小動物
一部地域では漁業が営まれており、鮎、ヤマメ、鯉、ニジマス、フナ、ウグイ、イワナなどが水揚げされているため、これらの魚種が相応に生息しているものと考えられている。また近年になると堰に魚道が設けられるといった施策がされ、それに伴って激減していた鮎の遡上数が急増した。この他、ドジョウなどの魚類、モクズガニやサワガニ、テナガエビなどの甲殻類、他にも様々な小動物の生息が観察される。鮎については、餌とする在来藻類の生長を妨げる外来藻類ミズワタクチビルケイソウの発生が確認されている。
最近は観賞魚の放流などで外来種の種類・数がともに増加傾向にある。こうした状況を、南米アマゾン川になぞらえて「タマゾン川」と呼ぶこともある。
川崎河川漁業協同組合と環境保全NPOや環境教育団体であるいきものふれあい教室により、多摩区菅にある稲田公園さかなの家に「おさかなポスト」が設置されており、川崎河川漁業協同組合総代の山崎充哲が管理している。こうした取り組みは、外来魚などの放流防止に役立っていたが、「さかなの家」「おさかなポスト」は2019年3月末を以て、川崎市と川崎河川漁業協同組合が存続を拒否したため廃止予定。
「おさかなポスト」の活動（魚やカメの受け入れや里親捜し）は、おさかなポストの会飼育管理事務所で存続する。
奥多摩湖
オオクチバス、コクチバス、ブルーギル、ニジマス、イワナ、ハス、ワカサギ、オイカワ、ウグイ、コイ、ギンブナ、ゲンゴロウブナ、ヤマメ、ヌマチチブ、サクラマス 等
上流域
イワナ、ヤマメ、ニジマス、ウグイ、タカハヤ、アブラハヤ、カジカ、ホトケドジョウ、ギバチ、アカザ 等
中流域
アユ、ニジマス、マルタ、ウグイ、オイカワ、カワムツ、ヌマムツ、ムギツク、カマツカ、ツチフキ、モツゴ、コウライモロコ、スゴモロコ、タモロコ、ニゴイ、コイ、ソウギョ、ギンブナ、キンブナ、ゲンゴロウブナ（ヘラブナ）、ドンコ、ヌマチチブ、トウヨシノボリ、ウキゴリ、スミウキゴリ、シマウキゴリ、オオヨシノボリ、ジュズカケハゼ、メダカ、カダヤシ、ドジョウ、シマドジョウ、ヤマトシマドジョウ、オヤニラミ、ナマズ、ウナギ、ヤツメウナギ、タウナギ、カムルチー、カワアナゴ、タイリクバラタナゴ、オオクチバス、コクチバス、ブルーギル、ナイルティラピア 等
下流域
マルタ、ウナギ、コイ、カワアナゴ、シマハゼ、マハゼ、アベハゼ、アシシロハゼ、スズキ、コトヒキ、ボラ、クルメサヨリ、ヌマチチブ、トウヨシノボリ、ウキゴリ、スミウキゴリ、オオヨシノボリ、ジュズカケハゼ、クサフグ 等
目撃例が報告された外来種（上記以外）
スポッテッドガー、グッピー 等 前者は繁殖した個体ではなく、ある程度まで成長してから飼育放棄により密放流されたものであると考えられる。後者は前者に比べて繁殖の可能性が高いものの、温泉や多量の工業廃水が流れ込み水温が保たれる限られた場所以外では、越冬できないとされる。
国内間移入種
外来魚だけでなく、元来は多摩川水系に生息しない日本産淡水魚を観賞魚として楽しんだ後に多摩川に放流する者もいると推測され、全国の日本産在来魚が多摩川で見られる。オヤニラミやムギツク、アカザなどはその代表と思われる。

### 鳥類
留鳥
トビ、チョウゲンボウ、ハヤブサ、ハシボソガラス、ヤマセミ、キセキレイ、ホオジロ、
カワウ、コサギ、ゴイサギ、アオサギ、カルガモ、ハシブトガラス、カイツブリ、オナガ、バン、キジバト、ヒヨドリ、コチドリ、イカルチドリ、シロチドリ、イソシギ、カワセミ、ムクドリ、コゲラ、ヒバリ、ハクセキレイ、セグロセキレイ、カワラヒワ、ウグイス、シジュウカラ、メジロ、スズメなどが観察される。
冬鳥
ノスリ、サシバ、コジュケイ、クイナ、アオジ、アトリ、シメ、ルリビタキ、
ダイサギ、マガモ、コガモ、オカヨシガモ、ヒドリガモ、オナガガモ、ハシビロガモ、キンクロハジロ、スズガモ、タシギ、ジョウビタキ、ツグミ、
ユリカモメ、ウミネコなどが観察される。
夏鳥
ヨシゴイ、ササゴイ、アマサギ、チュウダイサギ、チュウサギ、ツバメ、イワツバメ、オオヨシキリ、コアジサシなどが観察される。
この他、旅鳥のトウネンなどが観察されることもある。

### 河川敷
河川敷のうち運動場などに利用されていない草むらには雑草類が生い茂り、バッタなどの昆虫やそれを捕食する鳥類が生息する。
堤防部分では、強度維持のために定期的に草刈りが行われている。そのため日当たりのよい荒野に生育する各種雑草類やヤブカンゾウ・ノカンゾウ、ヒガンバナなどが観察される。

### 河口
河口付近は、左岸（東京都大田区）には羽田空港が建造され護岸化されているが、右岸（神奈川県川崎市川崎区）や中州には泥や砂が堆積し、河口から数 km にわたり、東京湾内では比較的広い干潟やヨシ原が形成されている。
かつての多摩川河口付近は遠浅になっていたため、江戸時代より新田開発のための干拓が始まっていたが、大正期以降にはさらに工業団地造成のための埋立が進められ、海岸線の姿は大きく変貌した。
この河口付近では、かつては海苔の養殖や貝捲き漁が盛んに行われていた。
高級海苔の代名詞として呼ばれた「浅草海苔」は、かつて養殖されていた浅草付近の市街地拡張に伴い養殖漁業が周辺地域に移っており、18世紀初頭には品川・大森での養殖が盛んであったが、河口付近では明治4年に大師河原（現在の川崎市川崎区）で養殖が始まり、産した海苔は「大師のり」と呼ばれ高級浅草海苔として取引されたという。
また、河口付近の遠浅の海ではアサリ、ハマグリ、バカガイ（アオヤギ）が大量に獲れ、羽田・大森ではウナギ、カレイ、コチ、ギンポ、アイナメ、エビなどが水揚げされる、豊かな漁場であった。
ところが昭和時代になると、京浜工業地帯で鶴見寄りから進められた埋め立てが多摩川河口付近まで及ぶとともに、工場廃液による海の汚染が進んだ。昭和30年代になると獲れた魚が油臭くて買い手がつかなかったという。また昭和44年になると多摩川河口付近でも埋立計画が立ち上がったことを受け、河口付近の沿岸漁業は昭和48年に漁協が漁業権を手放すことで終焉となった

。
しかし、今なお多摩川河口には僅かながらも貴重な干潟環境が残っている。
こうした環境は、今や東京湾内では当地のほかに三番瀬、谷津干潟、盤洲干潟（小櫃川河口付近）、富津干潟など限られた地域に残るのみで、東京湾西岸では唯一の天然干潟でもある。このため2000年代に入ってから詳細な調査が進められており、「日本の重要湿地500」に選定されるなど希少かつ貴重な環境として認識されている。
河口付近の岸辺は汽水域になっており、泥質および砂質の干潟が共存している。また潮の干満の影響を受けるため好気的な環境が維持され、こうした環境は好気性生物による水質浄化（BOD・COD低下）作用が高いことに加え、現在でもたとえば下記のような底生生物が確認されている（詳しくは文献を参照）など、僅かな空間にもかかわらず多様な生態系が維持されている。
泥質
アサリ、アナジャコ、カワザンショウガイ類、ゴカイ、コブシガニ、サビシラトリガイ、シオフキガイ、ソトオリガイ、ハサミシャコエビ、ホトトギスガイ、ヤマトシジミ、トビハゼ、ヒモハゼ、オサガニ
砂質
コメツキガニ、チゴガニ、ヤマトオサガニ
ヨシ原
アシハラガニ、ウモレベンケイガニ、クロベンケイガニ
石表面や岸壁など
アカテガニ、ケフサイソガニ、コウロエンカワヒバリガイ、フジツボ類（アメリカフジツボ、シロスジフジツボ、タテジマフジツボ、ドロフジツボ、ヨーロッパフジツボ）、フナムシ、マガキ
水中
チチブ、テッポウエビ、ユビナガホンヤドカリ、ユビナガスジエビ、マハゼ、イソギンチャク類
この他、近年になりアサクサノリの自生が確認された。また河底ではハマグリが生息しているものと推察されるなど、東京湾では希少になった干潟的環境における生態系の豊かさが再確認されている。
鳥類は、冬にウミネコ、ユリカモメ、スズガモ、ヒドリガモ、ハシビロガモ、オナガガモなどが群れで訪れて越冬しているとともに、夏にはコアジサシの繁殖地にもなっている。また周辺地域でも見られるカルガモやハクセキレイ、白鷺類などの姿は周年観察される。
一方、かつては旅鳥が多く訪れていたとの記録があるが（後述）、現在は春・秋の短期間にシギ・チドリ類が旅鳥として稀に立ち寄る程度になってしまっている。

### 大正期までの河口付近
かつては東京湾の他の地域と同様、多摩川河口付近には遠浅の干潟様環境が広がっており、旅鳥または冬鳥としてシギ・チドリ類が多数訪れていた。
鳥類学者の黒田長禮は、1909 - 18年にかけて、付近の黒田家鴨場（現在の羽田空港ターミナルビル付近）、末廣島（現在の川崎区浮島町付近）、羽田町麹谷（現在の大田区東糀谷付近）にて観察を行い記録している

。
文献によれば、下記で普通種として示した種は数百羽の群れで訪れることも少なくなかったことや、シロチドリやハマシギなどは冬鳥として多数飛来していたこと、当時はタゲリが 7月など夏場を除く長期間にわたり見られたなど、冬鳥の越冬地としても賑わっていた様子がうかがえる。
普通種・渡来数多
ダイゼン、シロチドリ、キョウジョシギ、ホウロクシギ、チュウシャクシギ、オオソリハシシギ、キアシシギ、トウネン、ハマシギ
普通種・渡来数少
イソシギ、アオアシシギ
少なめ
メダイチドリ、ダイシャクシギ、オグロシギ、ツルシギ、オバシギ
稀
タゲリ、ムナグロ、アカアシシギ、クサシギ（冬鳥）、ソリハシシギ、ヘラシギ
迷鳥
オオメダイチドリ、ハシボソシロチドリ（学名を Ægialitis alexandrina alexandrina としている）、カラフトアオアシシギ、ミユビシギ、キリアイ
漂鳥
コチドリ
この他、タシギやヤマシギについては河口付近ではなく、近隣の水田（大正期までの河口付近は稲作地帯であった）に多数が飛来したと記載されているが、本書が記された当時には既に減少しており、稀に見るのみになっていたとある。